# Костёл Святого Александра (Варшава)
Костёл Святого Александра (пол. Kościół św. Aleksandra) — римско-католический храм, расположенный на площади Трёх Крестов в Варшаве.

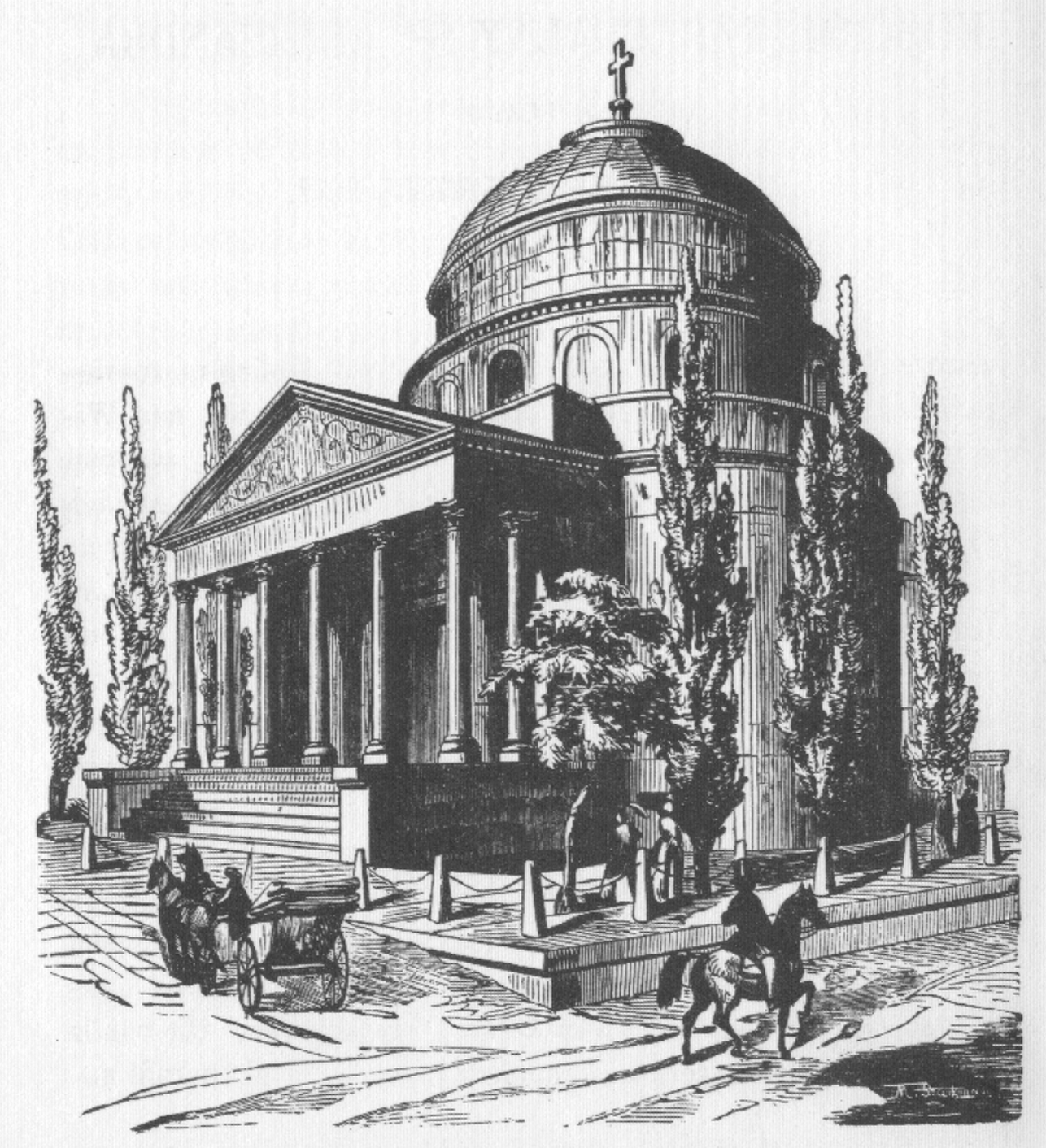
Первоначальный храм, середина XIX века

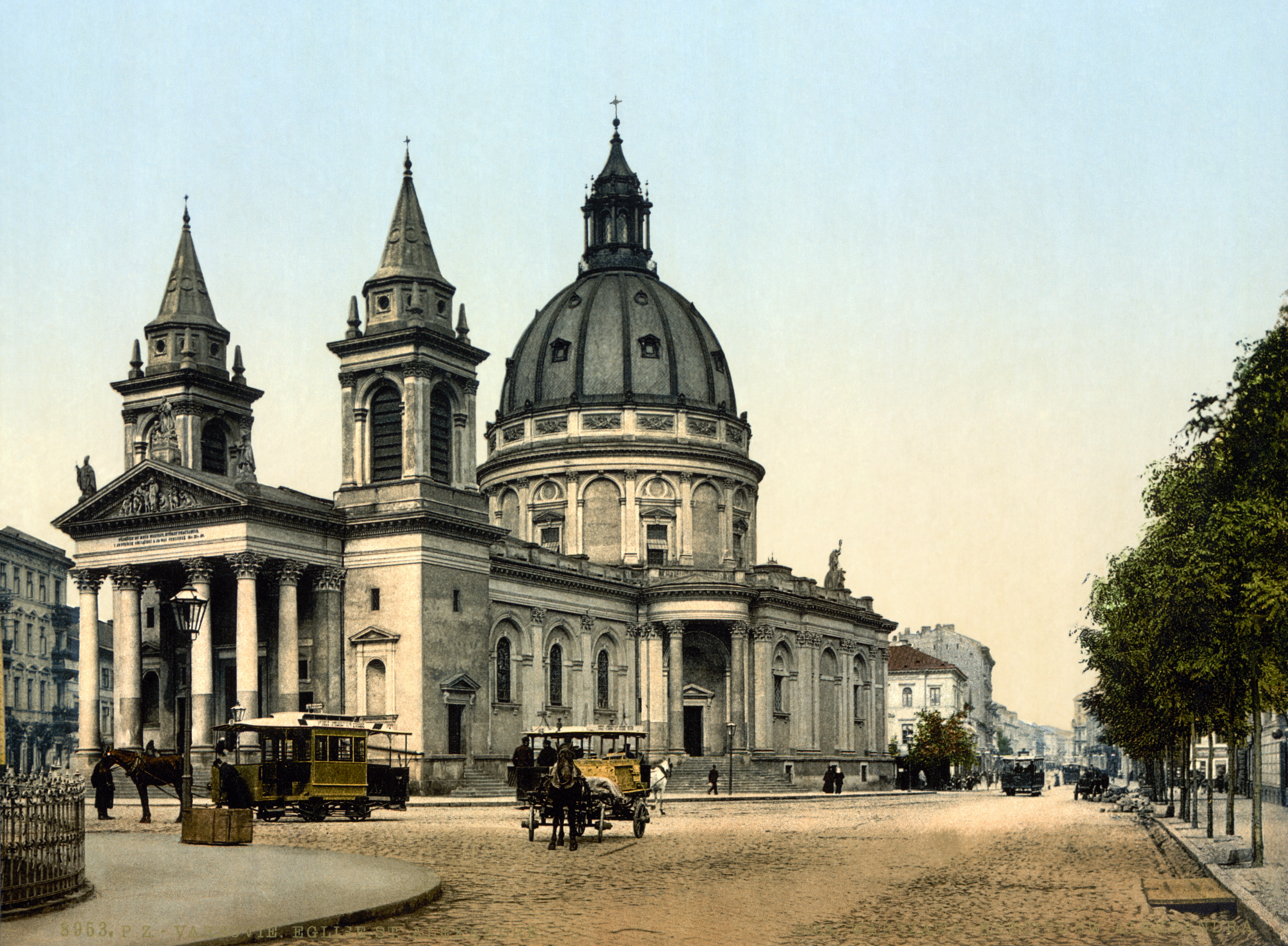
Храм после перестройки начала 1890-х, 1896

Костел был построен в 1818—1826 годы в классическом стиле по проекту Петра Айгнера в честь царя Александра I. Царь приехал в Варшаву впервые 12 ноября 1815 года. Горожане хотели поздравить его временной триумфальной аркой, которая была поставлена на площади Трёх Крестов, а затем на его месте построить памятник. Однако царь в письме к сенату приказал собранные средства для этой цели выделить на строительство храма.
Первый камень в фундамент был заложен 15 июня 1818 года. Вместо больного губернатора Королевства Польского генерала Йозефа Зайечека, камень заложил министр доходов и казначейства Веглинский. Строительство продолжалось восемь лет и 18 июня 1826 храм был освящён архиепископом Варшавы.
В 1886—1895 годы храм перестроен в стиле неоренессанса Юзефом Пиусом Дзеконским. В 1944 году (9 или 11 сентября) храм был разрушен во время бомбардировки Варшавы гитлеровскими войсками. В 1949—1952 гг. отстроен в стиле классицизма (восстановлен его первоначальный внешний вид).
Первым пастором костёла Святого Александра стал католический священник педагог и филантроп; основатель института глухонемых Якуб Фальковский.